# Michel Brix
Michel Brix ([bʁiks] ; né le 8 avril 1958 à Brasschaat, dans la province d'Anvers) est un historien de la littérature et un critique littéraire belge, spécialiste des lettres françaises du xixe siècle.

## Biographie
Après avoir obtenu sa candidature aux Facultés universitaires Notre-Dame de la Paix (aujourd'hui Université de Namur), il est diplômé d'une licence puis d'un doctorat en langues et littératures françaises et romanes à l'Université catholique de Louvain.
Agrégé de Faculté à l'Université de Namur, Michel Brix publie depuis le milieu des années 1980 essais, articles et éditions critiques.
Il est élu le 13 janvier 2018 à l'Académie royale de langue et de littérature françaises de Belgique, au siège de Claudine Gothot-Mersch ; il y est officiellement reçu le 17 novembre 2018, en même temps que Véronique Bergen.
Son ouvrage Libertinage des Lumières et guerre des sexes (éditions Kimé, 2018) a valu à Michel Brix d'être l'un des trois finalistes du prix littéraire 2019 du Parlement de la Fédération Wallonie-Bruxelles.
Son édition de la Correspondance générale de Gérard de Nerval (2024) a reçu en 2025 un Prix de l'Académie française (Médaille de vermeil).

## Quelques publications
- G. de Nerval, Œuvres complètes, 3 vol., éd. J. Guillaume et al. (dont M. Brix), Paris : Gallimard, 1984-1993 (Bibliothèque de la Pléiade) ;
- (avec Claude Pichois) Gérard de Nerval, Paris : Fayard, 1995  (ISBN 9782213593746) (traduction en chinois par Yu Zhongxian, 奈瓦尔传, Shanghai, 2007  (ISBN 9787208065598)) (traduction en japonais par Aki Taguchi, Keiko Tsujikawa et Koichiro Hata, Tokyo, Suiseisha, 2024, https://search.worldcat.org/fr/title/1453057611).
- Les Déesses absentes. Vérité et simulacre dans l'œuvre de Gérard de Nerval, préface de M. Milner, Paris : Klincksieck, 1997 (Bibliothèque du XIXe siècle)  (ISBN 2-252-03156-5) (ouvrage couronné en 1998 par le prix Emmanuel Vossaert de l'Académie royale de langue et de littérature françaises de Belgique) ;
- Le Romantisme français. Esthétique platonicienne et modernité littéraire, Louvain-Paris : Peeters-Société des études classiques, 1999 (Collection d'études classiques, 13)  (ISBN 9789042907386) ;
- G. de Nerval, Les filles du feu. Petits châteaux de Bohème. Promenades et souvenirs, éd. M. Brix, Paris : Libraire générale française, 1999 (Le Livre de poche. Classiques de Poche)  (ISBN 978-2-253-09632-0) ;
- G. de Nerval, Aurélia, éd. M. Brix, Paris : Libraire générale française, 1999 (Le Livre de poche)  (ISBN 978-2-253-14623-0) ;
- Éros et littérature : le discours amoureux en France au xixe siècle, Louvain-Paris : Sterling-Peeters, 2001 (La République des Lettres, 4)  (ISBN 9789042910638) ;
- L'Héritage de Fourier. Utopie amoureuse et libération sexuelle, Paris, La Chasse au Snark, 2001  (ISBN 2-914015-13-5) ;
- Sade et les félons, Paris : La Chasse au Snark, 2003  (ISBN 2-914015-31-3) ;
- Th. Gautier, Œuvres poétiques complètes, éd. M. Brix, Paris : Bartillat, 2004  (ISBN 2-84100-326-4) ; 2e éd. revue, Paris : Bartillat, 2013  (ISBN 978-2-84100-541-3) ; 3e éd. revue, Paris : Bartillat, 2021  (ISBN 978-2-84100-541-3) ;
- Genèse de « Pandora » : le manuscrit de l'édition de 1854, Namur : Presses universitaires de Namur, 2005 (Études nervaliennes et romantiques)  (ISBN 9782870374788) ;
- (avec Claude Pichois) Dictionnaire Nerval, Tusson : du Lérot, 2006 [2e tirage revu, 2017] ;
- L'Amour libre. Brève histoire d'une utopie, Paris : éditions Molinari, 2008  (ISBN 978-2-914958-93-6) ; deuxième édition revue et augmentée, Paris : éditions Molinari, 2016 ;
- L. Bloy, Lettres à Paul Jury, éd. M. Brix, Tusson : du Lérot, 2010  (ISBN 978-2-35548-037-9) ;
- L'Attila du roman. Flaubert et les origines de la modernité littéraire, Paris : éditions H. Champion, 2010 (Collection Essais)  (ISBN 978-2-7453-2021-6) ;
- Fr.-R. de Chateaubriand, Des études historiques, préf. de M. Crépu ; éd. M. Brix, Paris : Bartillat, 2011  (ISBN 978-2-84100-491-1) ;
- Ch.-A. Sainte-Beuve, Pascal, éd. M. Brix, Paris : Bartillat, 2012 (Omnia)  (ISBN 978-2-84100-503-1) ;
- L'Entonnoir ou Les tribulations de la littérature à l'ère de la modernité, Paris : éditions Kimé, 2013  (ISBN 978-2-8417-4633-0) ;
- Nerval : glanes et miettes de presse, Paris : éditions H. Champion, 2013 (Romantisme et modernités)  (ISBN 978-2-7453-2539-6) ;
- Poème en prose, vers libre et modernité littéraire, Paris : éditions Kimé, 2014  (ISBN 978-2-84174-669-9) ;
- Histoire de la littérature française. Voyage guidé dans les lettres du xie au xxe siècle, Paris : De Boeck, 2014  (ISBN 978-2-8041-8930-3) ; deuxième édition revue et modifiée, Paris : De Boeck, 2023  (ISBN 978-2-8073-5108-0) ;
- P. Borel, Œuvres poétiques et romanesques, éd. M. Brix, Paris : Sandre, 2017  (ISBN 978-2-35821-115-4) ;
- Chronologie de la vie et des œuvres de Gérard de Nerval, Tusson : Du Lérot, 2017  (ISBN 978-2-35548-122-2) ;
- Libertinage des Lumières et guerre des sexes, Paris : éditions Kimé, 2018 (Détours littéraires)  (ISBN 978-2-84174-905-8) ;
- H. Taine, Voyage en Italie, éd. M. Brix, Paris : Bartillat, 2018  (ISBN 978-2-84100-662-5) ;
- M. Maeterlinck, La Vie des abeilles, préface de M. Brix, Paris : Bartillat, 2019 (Omnia/Poche)  (ISBN 978-2-84100-676-2)
- M. Maeterlinck, La Vie des termites, préface de M. Brix, Paris : Bartillat, 2019 (Omnia/Poche),  (ISBN 978-2-84100-678-6)
- M. Maeterlinck, La Vie des fourmis, préface de M. Brix, Paris : Bartillat, 2019 (Omnia/Poche)  (ISBN 978-2-84100-677-9)
- Nouveaux documents sur Gérard de Nerval, Namur : Presses universitaires de Namur, 2020 (Études nervaliennes et romantiques)  (ISBN 978-2-39029-106-0) (éd. imprimée) ;  (ISBN 978-2-39029-107-7) (éd. électronique)
- Th. Gautier, Tableaux de siège. Paris, 1870-1871, éd. M. Brix, Paris : Bartillat, 2021  (ISBN 978-2-8410-0704-2)
- Du classicisme au réalisme. Une histoire de la littérature française (XVIIe – XXIe siècles), Paris : Kimé, 2021  (ISBN 978-2-3807-2025-9)
- G. de NERVAL, Correspondance générale, éd. M. BRIX, [Paris-Bruxelles]: Sandre, 2024  (ISBN 978-2-35821-155-0) (http://editionsdusandre.com/editions/livre/206/correspondance-generale)
- Arsène Houssaye. Ombres et lumières, études réunies par M. BRIX, Paris, Classiques Garnier / Revue des Lettres modernes / Minores XIX-XX (n° 6), 2024.
- G. de NERVAL, Aurélia, ou le Rêve et la Vie, Edition nouvelle, établie et présentée par Michel Brix, Paris, Honoré Champion, 2025, 239 pages[3].